# Stefan Weinfurter
Stefan Weinfurter (né le 24 juin 1945 à Prachatice en Tchécoslovaquie et décédé le 27 août 2018 à Mayence) est un historien allemand spécialiste du haut Moyen Âge.

## Biographie
Weinfurter occupe les chaires d'histoire médiévale des universités d'Eichstätt (1982-1987), de Mayence (1987-1994), de Munich (1994-1999) et de Heidelberg (1999-2013). Ses livres portent sur les empereurs du Saint-Empire (Charlemagne, Henri II ou Henri IV), sur le Saint-Empire romain germanique au Moyen Âge ou des évènements historiques tels que la pénitence de Canossa. Ils sont largement diffusés. Stefan Weinfurter est à l'origine du concept de « configurations d'ordre », qui décrit la coexistence et l'opposition des ordres médiévaux, dans le médiévisme. À partir des années 1990, il joue un rôle prépondérant, avec un autre universitaire allemand, également spécialiste du Moyen Âge, Bernd Schneidmüller, dans presque toutes les grandes expositions médiévales en Allemagne. Éditeur des catalogues scientifiques publiés à l'occasion de l'exposition nationale de Rhénanie-Palatinat L'Empire des Saliens 1024-1125 à Spire en 1992, Stefan Weinfurter s'est avéré être un expert de l'ère des empereurs saliens.